# جو آلماسیان
جوزف "جو" مایکل آلماسیان (ارمنی: Ջոզեֆ Մայքլ (Ջո) Ալմասյան؛ انگلیسی: Joseph Michael (Joe) Almasian؛ زادهٔ ۸ مارس ۱۹۶۷) ورزشکار بابسلد اهل ارمنستان است که همراه با کن توپالیان در بازی‌های المپیک زمستانی ۱۹۹۴ لیلهامر در ترکیب کاروان ارمنستان به رقابت پرداخت.

## زندگی‌نامه
وی در ۸ مارس ۱۹۶۷ در فرامینگهام، ماساچوست به دنیا آمد و از دانشگاه نیوهمپشر فارغ‌التحصیل گشت. وی متاهل می‌باشد و سه فرزند دارد. وی یک مهندسی مکانیک می‌باشد. پدربزرگ و مادربزرگ وی در جریان نسل‌کشی ارمنی‌ها سال ۱۹۱۵ توسط ترکان جوان به ارمنستان گریخته بودند.